# Letiště Vilnius
Letiště Vilnius (IATA: VNO, ICAO: EYVI) (litevsky: Vilniaus oro uostas) je mezinárodní letiště obsluhující litevské hlavní město Vilnius. Nachází se necelých 6 kilometrů od města. Je největším letištěm země dle počtu přepravených pasažérů – za rok 2016 odbavilo 3 814 000 cestujících při 41 000 pohybech letadel. Má jednu runway dlouhou 2215 m. Leteckou základnu zde mají společnosti airBaltic, Small Planet Airlines, Ryanair a Wizz Air. Bylo otevřeno v roce 1932 a jeho provozovatelem a vlastníkem je litevská vláda.